# Stelletta incrustans
Stelletta incrustans är en svampdjursart som först beskrevs av Topsent 1892.  Stelletta incrustans ingår i släktet Stelletta och familjen Ancorinidae. Inga underarter finns listade i Catalogue of Life.